# 安城ジャンクション
安城ジャンクション（アンソンジャンクション）は大韓民国京畿道安城市にある京釜高速道路（1号線）と平沢-堤川高速道路（40号線）を結ぶジャンクションである。

## 接続する路線

### ソウル・釜山方面
- 京釜高速道路（41番）

### 平沢・安城方面
- 平沢-堤川高速道路（4番）

## 隣
京釜高速道路
安城SA（釜山方向のみ） - 安城JCT - 安城SA(ソウル方向のみ)
平沢-堤川高速道路
松炭IC - 安城JCT - 西安城IC
Template:平沢-堤川高速道路
座標: 北緯37度2分9.1秒 東経127度8分18.4秒 / 北緯37.035861度 東経127.138444度